# الطويلة (جزيرة مصرية)
جزيرة طويلة هي جزيرة مصرية تقع شمال مدينة الغردقة بالبحر الأحمر، وتبلغ مساحتها 20 كم² تقريباً، وهي تبعد عن منتجع الجونة السياحى 17 كم، تحتوي الجزيرة على شواطئ رملية ومياه زرقاء جميلة، تسبح بها الدلافين. تعتزم مصر إنشاء مشروع سياحي فاخر على الجزيرة، يحتوى علي فندق خمس نجوم يدار بواسطة واحدة من أشهر العلامات التجارية في العالم، ووحدات فندقية داخل البحر ودار سينما ومطاعم وصالات رياضية وأماكن للغوص ومحطات طاقة شمسية وغيره ويعد هذا المشروع الأول من نوعه في مصر.